# بوشرویل

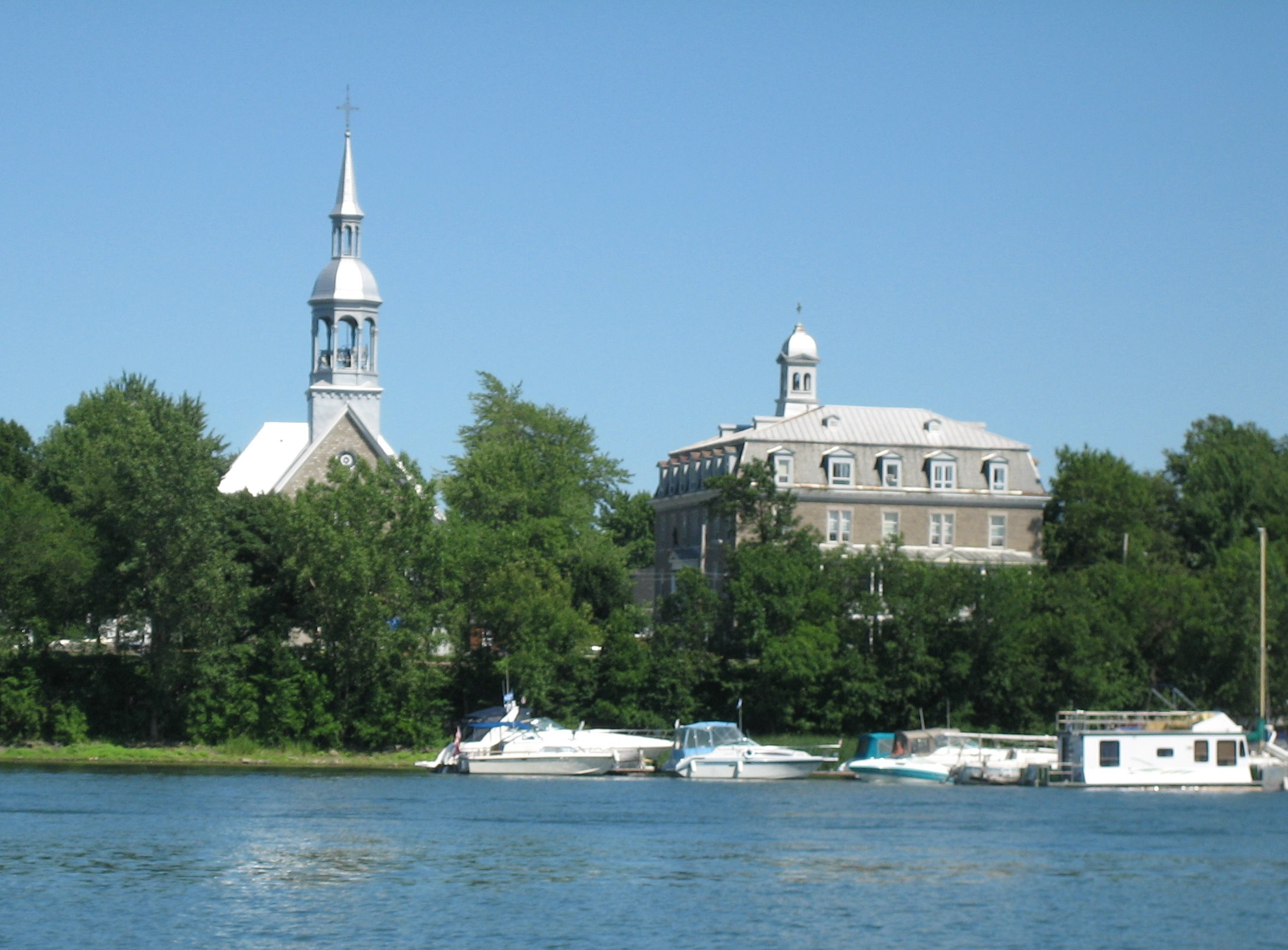
بوشرویل

بوشرویل (به فرانسوی: Boucherville) شهرکی در  ناحیه مونترژی در استان کبک کانادا است. در سرشماری سال ۲۰۱۱ این شهرک ۳۸٬۵۲۶ نفر جمعیت داشته‌است و مساحت آن ۶۹٫۳۳ کیلومتر مربع است.